# Lispocephala mikii
Lispocephala mikii är en tvåvingeart som först beskrevs av Gabriel Strobl 1893.  Lispocephala mikii ingår i släktet Lispocephala och familjen husflugor. Inga underarter finns listade i Catalogue of Life.